# 佛得角敏䲁
佛得角敏䲁（學名：Scartella caboverdiana），為輻鰭魚綱鳚形目䲁科敏䲁屬的一種，分布於中東大西洋維德角群島海域，本魚體延長，稍側扁，具有眼上鬚、鼻鬚及頸鬚且有分支，唇平滑，無犬齒，背鰭硬棘12枚、背鰭軟條15-16枚、臀鰭硬棘2枚、臀鰭軟條16-17枚，體長可達6公分，棲息在潮間帶，雌魚產附著性卵，雄魚有護卵行為，幼魚為浮游性，生活習性不明。